# Scrupocellaria inermis
Scrupocellaria inermis är en mossdjursart som beskrevs av Norman 1867. Scrupocellaria inermis ingår i släktet Scrupocellaria och familjen Candidae. Inga underarter finns listade i Catalogue of Life.